# Тарана Сеид
Тарана Сеид (5 апрель 1981, Нахчыван) — азербайджанская художница, член Союза художников Азербайджана.

## Биография
Тарана Сеид родилась в 1981 году в Нахчыване, Азербайджан. В настоящее время живет и работает в Баку. Является преподавателем станковой живописи в Художественной школе Азербайджанской государственной академии художеств. Произведения Тараны Сеид хранятся в частных коллекциях многих стран.

## Образование
- 1998-2002 Бакинский государственный университет, факультет международного права.

- 2014-2018 Азербайджанская академия художеств, факультет станковой живописи.

- С 2021 года член Союза художников Азербайджана.

## Выставки
2020 год
- Групповая выставка «Гармония», посвященная Международному женскому дню 8 марта, организованная Министерством культуры Азербайджанской Республики и Азербайджанской государственной художественной галереей, Государственным академическим театром оперы и балета, Баку, Азербайджан.

2021 год
- 2-е место в выставке-конкурсе «Возвращение», поддержка героев, организованной Фондом YAŞAT, Группой компаний «Вейсалоглу» и Союзом художников Азербайджана, Центр современного искусства, Ичеришехер, Баку, Азербайджан.[3]

- «Нахчыван, колыбель человечества», V. Международный фестиваль живописи, посвященный 98-летию великого лидера Гейдара Алиева, фестиваль и выставка, организованная Союзом художников Нахчывана, Нахчыван, Азербайджан.

2022 год
- Благотворительная выставка, организованная по инициативе председателя Комитета по культуре Национального собрания Ганиры Пашаевой, Национальный музей ковра, Баку, Азербайджан.[4]

- Дни культуры Азербайджана, открытие центра Натаван, Туркменистан.

- Арт-симпозиум ХАЗАРТ организован Leyla Khazary ArtGallery и Galaaltı Hotel & Spa, Губа, Азербайджан, при поддержке Министерства Культуры Азербайджанской Республики.[5][6][7]

- «Легенда о весне», пленэр с артистами в рамках Международного кулинарного фестиваля, Шуша, Азербайджан[8]

- Международная художественная выставка, EV Gallery, Нью-Йорк, США.

- «Карусель дю Лувр», Art Shopping Paris, международная выставка, Лувр, Париж, Франция.[9][10][11]

- Выставка «Возвращение» в поддержку героев, организованная Фондом YAŞAT, Группой компаний Вейсалоглу и Союзом художников Азербайджана, QGallery, Баку, Азербайджан.[12]

- Художественная выставка в рамках 59-й Венецианской биеннале искусств, Палаццо Реведин Пизани, Венеция, Италия.[13]

## Награды
2021 год
- Премия Бахруза Кангарлы, посвященная 50-летию Союза художников Нахчывана.

2020 год
- Azerbaijan Women Awards, почетная награда журнала Business Woman, Баку, Азербайджан.